# کیاسر (بهشهر)
کیاسر، روستایی است از توابع بخش یانه‌سر شهرستان بهشهر در استان مازندران ایران.روستایی در فاصلهٔ 50 کیلومتری بهشهر می‌باشد  .به روایت تاریخ در ازمنهٔ گذشته کیاشهر نامیده است با وسعتی به مراتب بزرگتر و بیشتر از آنکه اکنون است . وقوع زلزله و شیوع طاعون دو بار این منطقهٔ آباد را تا سرحد نابودی کامل پیش برد و اکنون کیاسر روستایی است مرکب از کیاسر بالا و کیاسر پایین که از سطح دریا هزار و 110 متر ارتفاع دارد .آب و هوای این روستا کوهستانی است با زمستانی سرد و تابستانهایی نسبتا گرم . در شمال کیاسر دو رودخانه منظره ای زیبا و دیدنی به آن بخشیده است .رودخانه‌های بزرگ و کوچک که به گویش مردم این دیار گته رود و خرده رود نامیده می‌شود. درفاصله ای نه چندان دور از این روستا چندین چشمه آب زلال و شفاف قرار دارد چشمه‌های قدیمی و کهنی که آب شرب مردم روستا و باغات اطراف آن را تأمین می‌کند. آب گوارا و خنکی که از دل زمین سخاوتمند می جوشد و نجوای عاشقانه اش با طبیعت. اراضی کشاورزی این روستا سطحی صاف و ناهموار دارد .شغل مردم این روستا کشاورزی و دامداری می‌باشد . صنایع دستی هنوز در روستای کیاسر رواج دارد گلیم بافی ،سفره بافی، چادر شب بافی و قالیچه.

## جمعیت
این روستا در دهستان عشرستاق قرار دارد و براساس سرشماری مرکز آمار ایران در سال ۱۳۸۵، جمعیت آن ۳۶۷ نفر (۱۱۰خانوار) بوده‌است. مردم کیاسر از قومیت طبری هستند. مردم کیاسر به زبان طبری (مازندرانی) سخن می‌گویند.